# Brypoctia punctifer
Brypoctia punctifer is een vlinder uit de familie van de Houtboorders (Cossidae). Deze soort is voor het eerst wetenschappelijk beschreven als Duomitus punctifer door George Francis Hampson in een publicatie uit 1898.
De soort komt voor in Grenada.